# Mesosemia ephyne
Mesosemia ephyne är en fjärilsart som beskrevs av Pieter Cramer 1776. Mesosemia ephyne ingår i släktet Mesosemia och familjen Riodinidae. Inga underarter finns listade i Catalogue of Life.

## Bildgalleri

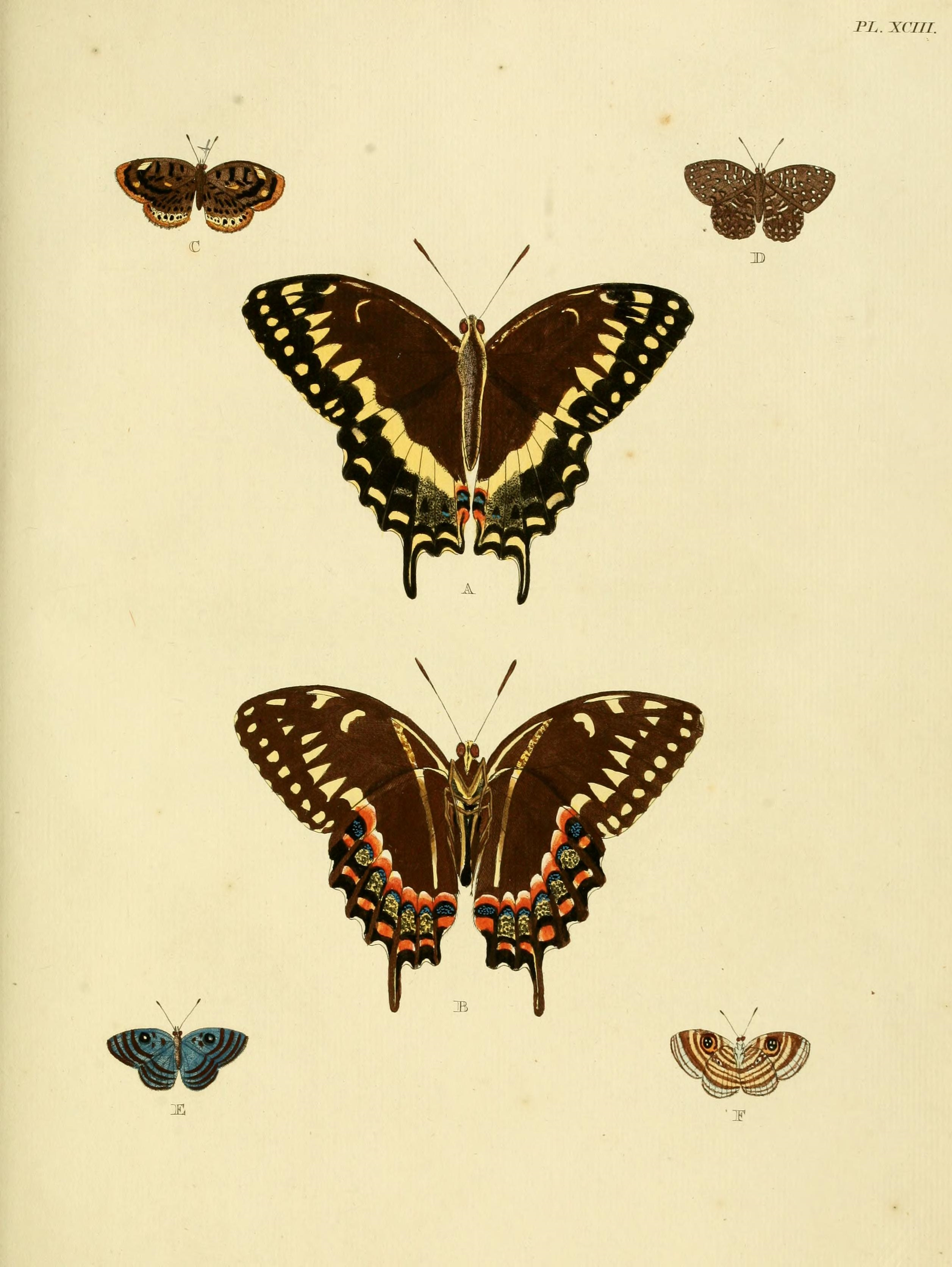